# NGC 5405
NGC 5405 (również PGC 49906 lub UGC 8928) – galaktyka spiralna (Sc), znajdująca się w gwiazdozbiorze Wolarza. Odkrył ją Ernst Hartwig 3 marca 1883 roku.